# أنطونيو توماس
أنطونيو توماس غونزاليز (بالإسبانية: Antonio Tomás González)‏ (مواليد 19 يناير 1985 في توريلافيجا - إسبانيا) لاعب كرة قدم إسباني يلعب حاليا لصالح نادي الدرجة الأولى ريال سرقسطة الإسباني منذ 2011 في مركز الوسط المدافع .

## وصلات خارجية
- أنطونيو توماس على موقع قاعدة بيانات كرة القدم.إي يو (الإنجليزية)
- أنطونيو توماس على موقع Soccerway.com (الإنجليزية)
- أنطونيو توماس على موقع عالم كرة القدم.نت (الإنجليزية)
- أنطونيو توماس على موقع AS.com (الإسبانية)